# Catherine des grands chemins
Catherine des grands chemins  est un roman historique de Juliette Benzoni paru en 1967. Il compose le quatrième volet de la série Catherine.

## Histoire
Arnaud de Montsalvy a contracté la lèpre dans la geôle immonde où Georges de La Trémoille, le tout-puissant favori de Charles VII, l'a fait jeter pour avoir tenté de délivrer Jeanne " la sorcière ". Catherine, désespérée, se retranche du monde et s'enferme avec leur fil Michel dans sa forteresse auvergnate.
Pourtant, le monde n'oublie pas Catherine. Tous ceux qui veulent que le sacrifice de Jeanne d'Arc n'ait pas été vain se liguent pour abattre Georges de La Trémoille. C'est pour se venger de cet homme que Catherine trouve enfin la force de quitter son refuge, et de se lancer à nouveau dans les plus périlleuses aventures.